# Краснодворск
Краснодво́рск — хутор в Аксайском районе Ростовской области.
Входит в состав Старочеркасского сельского поселения.

## География
Хутор находится около берегов реки Прорва, ерика Василев и озера Большой Сундук, на расстоянии 25 км (по автодорогам) к юго-западу от города Аксай, административного центра района.

## Население
| 1989 | 2002 | 2010 |
| ---- | ---- | ---- |
| 289  | ↘99  | ↗135 |

## Улицы
- пер. Дорожный,
- ул. Центральная.